# Salt 200 AHTS
Salt 200 AHTS bezeichnet einen Schiffstyp von Ankerziehschleppern. Von dem Schiffstyp wurden sechs Einheiten für Maersk Supply Service gebaut. Die Schiffe werden bei Maersk Supply Service als M-Klasse geführt. Teilweise werden sie auch als Starfish-Klasse bezeichnet.

## Geschichte
Der Schiffstyp wurde vom norwegischen Schiffsarchitekturbüro Salt Ship Design in Stord entworfen. Die Schiffe wurden Ende 2014 bestellt und auf der norwegischen Werft Kleven Verft in Ulsteinvik für die dänische Reederei Maersk Supply Service gebaut. Schiffsrümpfe und Aufbauten wurden von der polnischen Werft Stocznia Gdynia zugeliefert.

## Beschreibung
Die Schiffe sind mit zwei Wärtsilä-Dieselmotoren des Typs 8L32 mit jeweils 4640 kW Leistung, zwei Wärtsilä-Dieselmotoren des Typs 6L32 mit jeweils 3360 kW Leistung und einem Wärtsilä-Dieselmotor des Typs 9L20 mit 1665 kW Leistung ausgestattet, die zwei Verstellpropeller und die Generatoren für die Stromerzeugung antreiben, darunter zwei mit jeweils 3450 kW Leistung angetriebene Wellengeneratoren. Die Gesamtleistung der Motoren beträgt 17.665 kW. Als Notstromaggregat fungiert ein von einem Volvo-Penta-Dieselmotor des Typs D16 mit 450 kW Leistung angetriebener Generator.
Die beiden Verstellpropeller werden mit jeweils 7.340 kW Leistung über Untersetzungsgetriebe angetrieben. Die Schiffe sind mit fünf mit jeweils 1.200 kW Leistung angetriebenen Querstrahlsteueranlagen ausgestattet, drei im Bug- und zwei im Heckbereich. Die Schiffe sind mit einem System zur dynamischen Positionierung (DP2) ausgestattet.
Die Mærsk Minder wurde 2022 mit einem hybridelektrischen Antrieb nachgerüstet. Hierfür wurden unter anderem in einem Container direkt hinter den Decksaufbauten untergebrachten Akkumulatoren mit einer Kapazität von 746 kWh installiert. Der Hybridantrieb soll insbesondere bei Leistungsspitzen die zusätzlich benötigte Energie zur Verfügung stellen und dafür sorgen, dass die Last nicht zusätzlich von den Motoren bereitgestellt werden muss. Außerdem wurden die Dieselmotoren bei dem Umbau mit einem SCR-Katalysator zur Reduktion von Stickoxiden ausgerüstet.

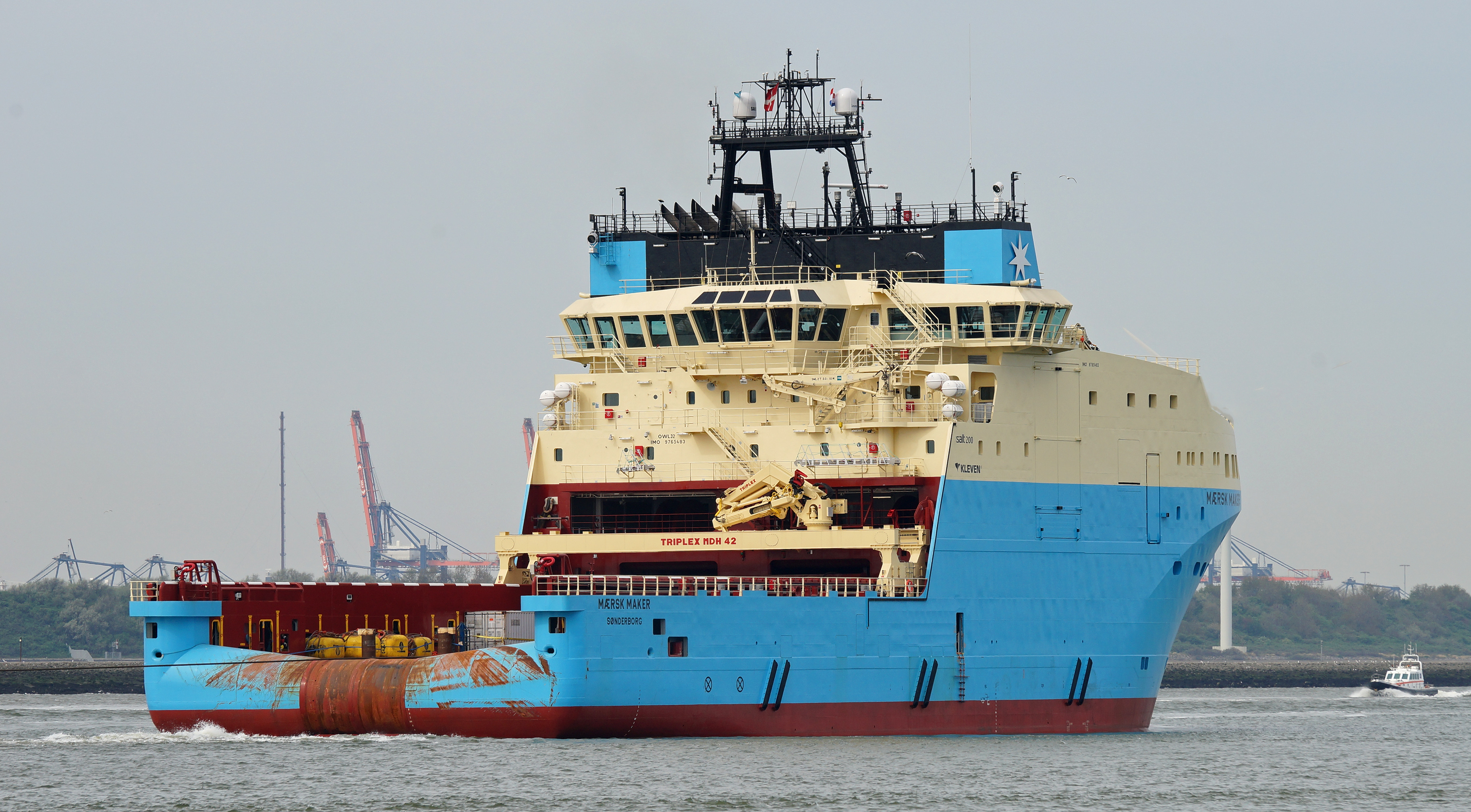
Heckansicht u. a. mit Arbeitsdeck und Portalsystem hinter den Aufbauten

Die Decksaufbauten befinden sich in der vorderen Hälfte der Schiffe. Insgesamt können 52 Personen in Einzelkabinen untergebracht werden. Hinter den Decksaufbauten befindet sich ein 924 m² großes Arbeitsdeck. Davon sind 822 m² offen und 102 m² gedeckt. Das Deck kann im vorderen Bereich mit 10 t/m² und im hinteren Bereich mit 15 t/m² belastet werden. Die Gesamtbelastung des Arbeitsdecks kann 2500 t betragen. Die Schiffe sind mit einem über dem Arbeitsdeck verfahrbaren Portalsystem ausgestattet, auf dem ein Kran für das Bewegen von Lasten montiert ist.
Die Schiffe werden in erster Linie zum Verschleppen von Bohrplattformen und anderen Offshore-Einheiten und deren Ankerverlegung sowie die Versorgung eingesetzt. An Bord stehen mehrere Schlepp- und Ankerziehwinden zur Verfügung. Von den Schiffen aus können ferngesteuerte Unterwasserfahrzeuge eingesetzt werden. An Bord steht ein Hangar zur Verfügung, in dem ein ferngesteuertes Unterwasserfahrzeug mitgeführt werden kann. Die Schiffe können auch zur Bekämpfung von Ölunfällen eingesetzt werden.
Der Pfahlzug der Schiffe unterscheidet sich teilweise und beträgt zwischen 240 und 270 t.
Der Rumpf der Schiffe ist eisverstärkt (Eisklasse 1A).

## Schiffe
| Salt 200 AHTS   | Salt 200 AHTS | Salt 200 AHTS | Salt 200 AHTS                     |
| Bauname         | Baunummer     | IMO- Nummer   | Kiellegung Ablieferung            |
| --------------- | ------------- | ------------- | --------------------------------- |
| Mærsk Master    | 382           | 9761035       | 14. August 2015 24. März 2017     |
| Mærsk Mariner   | 383           | 9761047       | 14. Oktober 2015 6. Juli 2017     |
| Mærsk Mover     | 384           | 9761059       | 31. Januar 2018                   |
| Mærsk Minder    | 385           | 9765469       | 12. November 2015 31. Mai 2018    |
| Mærsk Mobiliser | 386           | 9765471       | 4. Dezember 2015 31. Oktober 2018 |
| Mærsk Maker     | 387           | 9765483       | 4. Dezember 2015 14. Februar 2019 |

## Sonstiges
Die Mærsk Master wurde im Februar 2018 auf der Offshore Support Journal Conference in London als „Vessel of the Year“ ausgezeichnet.